# Francesc Xavier Hernández Cardona
Francesc Xavier Hernández Cardona (Barcelona, 1954) es un historiador español, catedrático de  de las Ciencias Sociales en la Universidad de Barcelona.
En 1979 se licenció en Filosofía y Letras, Sección de Historia Moderna y Contemporánea, en la Universidad de Barcelona, con la tesis de licenciatura titulada "El MLE (Movimiento Libertario Español) y su desarrollo en Cataluña (1939-1945)", dirigida por Josep Termes.
En 1993 se doctoró en la misma universidad con la tesis (en catalán) "La Història de Catalunya a l'Ensenyament Primari i Secundari (1975-1990)", dirigida por Pelai Pagès.
Ha desarrollado su carrera investigadora y docente en las especialidades de Didáctica de la Historia y de las Ciencias Sociales, Didáctica del Patrimonio, Iconografía histórica, Museografía didáctica e Historia militar de Cataluña.

## Trayectoria académica y de gestión
Desde el año 1979 ejerció como profesor en la Escuela Universitaria de Formación del Profesorado de Educación General Básica (EGB) de la Universidad de Barcelona. En 1984 pasó a ser Profesor Titular de Escuela Universitaria, en 1995 Profesor Titular de Universidad y en 2003 ganó la plaza de Catedrático de Universidad de Didáctica de las Ciencias Sociales.
Entre los años 1999 y 2002 ejerció como Presidente de la División de Ciencias de la Educación de la Universidad de Barcelona y desde 2008 hasta 2015 ocupa el cargo de Director del Departamento de Didáctica de las Ciencias Sociales de la misma institución.
En representación de Esquerra Republicana de Catalunya fue director general de Investigación de la Generalidad de Cataluña en el gobierno tripartito de Pasqual Maragall de 2003-2006, siendo Carles Solà consejero del Departamento de Universidades, Investigación y Sociedad de la Información. Vuelve a ser director general de Investigación durante los primeros meses del segundo gobierno tripartito, siendo Josep Huguet consejero del Departamento de Innovación, Universidades y Empresa. Dimitió en marzo de 2007 al entender que el gobierno de la Generalitat no daba prioridad estratégica a la investigación.
Como director general de Investigación consolidó el sistema de investigación de Cataluña e impulsó decididament la creación de centros de calidad. Durante su período se pusieron en marcha las instituciones que vertebran el sistema de investigación catalán:
- El Superordenador Mare Nostrum (Centro de Supercomputación de Barcelona)
- El Parque de Investigación Biomédica de Barcelona (PRBB)
- El Instituto de Investigación Biomédica de Barcelona (IRBB)
- El Instituto de Bioingeniería de Cataluña (IBEC)
- El Instituto Catalán de Nanotecnología (ICN)
- El Instituto Catalán de Paleontología (Miquel Crusafont)
- El Instituto Catalán de Investigación del Agua (ICRA)
- El Instituto de Investigación en Energía de Cataluña (IREC)
- El Instituto Catalán de Ciencias del Clima (IC3)
- El Centro de Investigación en Epidemiología Ambiental (CREAL)
- El Centro de Medicina Regenerativa de Barcelona (CMRB)
- El Centro de Investigación en Salud Internacional de Barcelona (CRESIB)
- El Instituto de Medicina Predictiva y Personalizada del Cáncer (IMPPC)
- El Centro de Investigación en Agrigenómica (CRA)
- El Instituto Catalán de Investigación en Patrimonio Cultural (ICRPC)
- El Instituto Catalán de Paleoecología Humana y Evolución Social (ICPHES)
- El Centro Esther Koplowitz (CEK)

También colaboró en el fortalecimiento y creación de nuevas sedes de centros de investigación como:
- El Instituto de Ciencias Fotónicas (ICFO)
- El Instituto Catalán de Investigación Química (ICIQ)
- El Instituto de Investigaciones Biomédicaes August Pi i Sunyer (IDIBAPS)
- El Centro Tecnológico de Telecomunicaciones de Cataluña (CTTC)
- El Instituto de Estudios Espaciales de Cataluña (IEEC)
- El Instituto Catalán de Arqueología Clásica (ICAC)

Durante su mandato se emprendieron las obras del Sincrotrón ALBA. Con el fin de generar una potente red de investigación impulsó la creación de una Agencia Catalana de Investigación inspirada en el modelo alemán del Instituto Max Planck y el Fraunhofer-Institut, intento que no prosperó al acabar repentinamente la VII legislatura. Por la misma razón tampoco se pudo promulgar una Ley de la Ciencia que diese cobertura a las estrategias de investigación. Intentó vincular orgánicamente el sistema de investigación catalán con el de Francia, y en este sentido se dieron importantes avances que quedaron abortados por las coyunturas políticas.

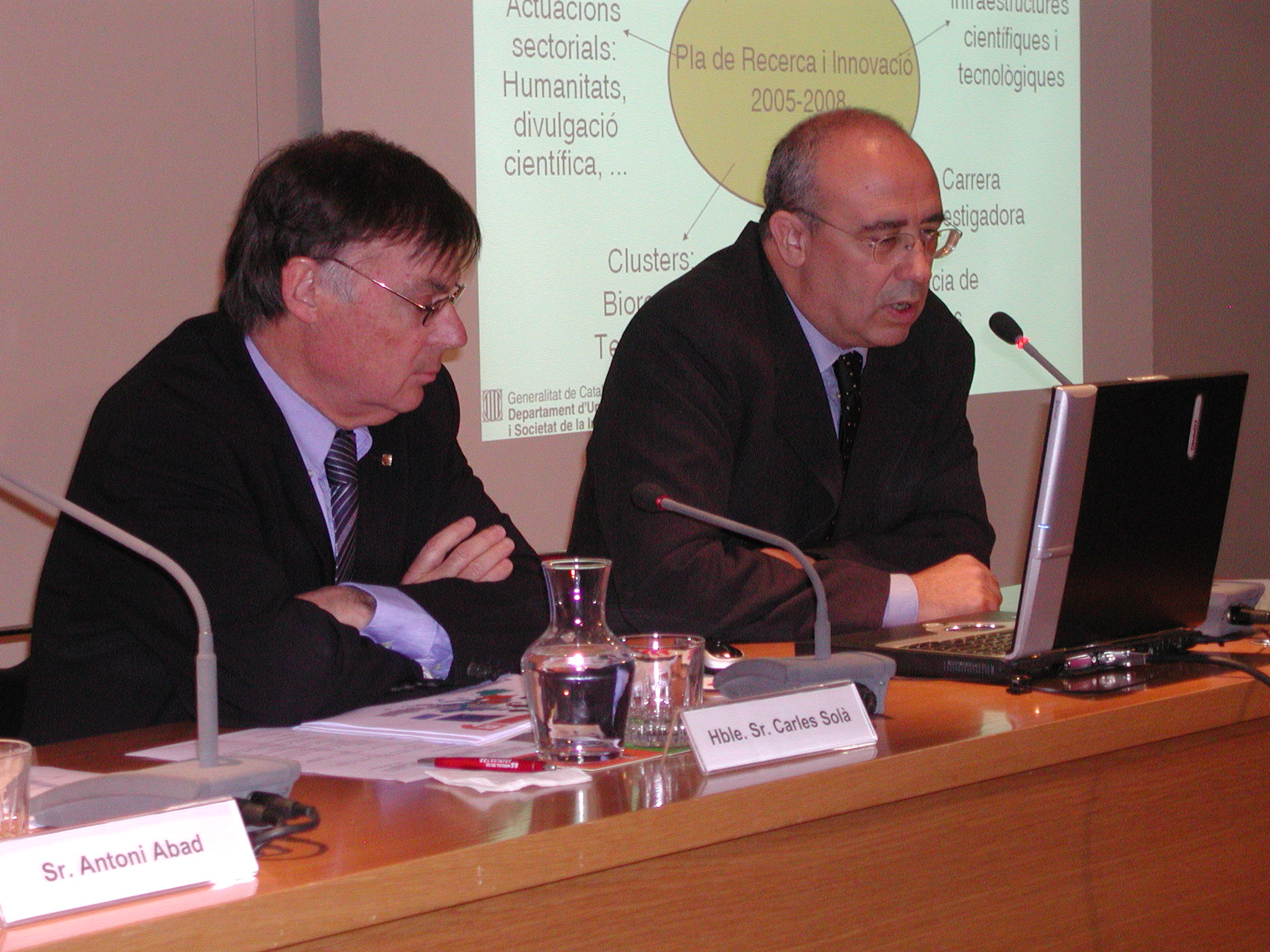
Francesc Xavier Hernández Cardona (director general de Investigación de la Generalidad de Cataluña, 2003-2006) con Carles Solà, consejero del Departamento de Universidades, Investigación y Sociedad de la Información.

Entre las medidas que impulsó destacan la transformación de las becas FI (Formación de Investigadores) en contratos de trabajo de 3 años (más 1 previo de beca); la creación del programa posdoctoral Beatriu de Pinós, con inserción de personal investigador en las empresas incluida; la creación del programa ICREA junior y la estabilización de los investigadores del Programa Ramón y Cajal. Con estas iniciativas se pretendía poner las bases de una carrera investigadora propia en Cataluña. También sistematizó e impulsó convocatorias y diversas estructuras de investigación como la SGR (Suport a Grups de Recerca; Apoyo a Grupos de Investigación), ARIE (Ajuts per a la Recerca, Innovació i Educació; Ayudas para la Investigación, Innovación y Educación); XIRE (Xarxes d'Innovació i Recerca Educativa; Redes de Innovación e Investigación Educativa); o Excava, para impulsar las misiones arqueológicas catalanas en el exterior (Althiburos, Oxirrinc, Bactriana, Síria, entre otras).
Al margen de estas iniciativas también contribuyó a que destacados investigadores como Joan Massagué, Manuel Perucho o Juan Carlos Izpisúa pudiesen trabajar con protagonismo en Cataluña.

## Historia y Didáctica de la Historia
Ejerció como profesor en la educación primaria y secundaria. Su trayectoria como Profesor Titular de Universidad y como catedrático de Universidad ha estado vinculada a la Didáctica de las Ciencias Sociales, Didáctica de la Historia y Didáctica del Patrimonio.
Colaboró en las más diversas iniciativas de innovación e investigación educativa. Fue redactor de los proyectos curriculares experimentales de Medio Social y Cultural (Educación Primaria) y Ciencias Sociales (12-16) de la Reforma Educativa impulsada por la Generalidad de Cataluña a finales del siglo XX.
Es miembro del Consejo de Direcció de la Revista Guix y fue fundador y codirector de la revista: Iber. Didáctica de las Ciencias Sociales, Geografía e Historia. Desarrolló actividades de investigación e innovación en torno el ámbito de los libros de texto y también ha generado modelos para primaria y secundaria basados en la interacción entre imagen y texto, que han sido ampliamente replicados desde finales del siglo XX hasta la actualidad. Entre las colecciones más importantes destacan las de Barcanova para el Ciclo Inicial, y las de Teide para el Ciclo Superior y 12-16.
Ha colaborado en el desarrollo de nuevas tipologías de materiales didácticos en base al diseño de cuadernos de actividades que integran documentación y recursos didácticos. Partidario de la aplicación del método científico en el aula, ha desarrollado diferentes propuestas para potenciar, a partir de la estrategia del descubrimiento, el trabajo con diversas tipologías de fuentes históricas. En este sentido, realizó su tesis doctoral sobre la imagen de Cataluña en los libros de texto durante el postfranquismo: "La Història de Catalunya a l'ensenyament primari i secundari (1975-1990)". 
Es autor de numerosos artículos y libros de reflexión teórica sobre la Didáctica de la Historia y las Ciencias Sociales: Didáctica de las Ciencias Sociales; Ensenyar Història de Catalunya; 12 ideas clave: Enseñar y aprender historia. También ha escrito diversos libros de difusión y divulgación de la historia, así como monografías sobre temas singulares. Ha publicado numerosos trabajos y libros de historia entre los que destacan las síntesis de Historia de Cataluña.
Ha sido investigador principal de numerosos proyectos competitivos, entre otros cuatro proyectos de I+D+i del “Plan Nacional”. Los organismos del estado (CNEAI) han reconocido su actividad como investigador con la concesión de cuatro sexenios de investigación.

## Iconografía histórica
Ha desarrollado diversos trabajos de innovación e investigación centrados en la importancia de la iconografía didáctica en Historia, y ha aplicado los resultados en la elaboración de libros de texto y de divulgación. También ha desarrollado modelos de reconstrucción virtual de espacios arqueológicos que ayudan a formular hipótesis sobre partes y usos de edificios y conjuntos urbanos.
Ha abordado el reto de recrear en un espacio limitado la evolución de una ciudad. Los trabajos llevados a cabo sobre la Ciudadela Ibérica de Calafell (Tarragona); el Poblado Ibérico de Puig Castellar (Santa Coloma de Gramanet, Barcelona); el yacimiento de Ampurias (provincia de Gerona) y la recreación de la ciudad romana de Althiburos (Túnez) y de la Barcelona del siglo XVIII, entre otros, son las experiencias más destacables.
Partiendo de las aportaciones del ilustrador británico David Macaulay ha creado modelos genéricos de ciudad y ha recreado icónicamente su evolución a lo largo del tiempo. Este trabajo se desarrolló en colaboración con el extraordinario ilustrador Jordi Ballonga. Los resultados fueron publicados por la editorial milanesa Jaca Book entre los años 1990 y 1993, traducidos a diversas lenguas del mundo y editados en diferentes países (Italia, Francia, Reino Unido, Hungría, Países Bajos, Rumanía, Túnez, España –edición catalana y castellana–, Estados Unidos, Japón y Alemania). Se diseñaron tres modelos de ciudad: BARMI, una urbe mediterránea del sur de Europa; LEBEK, una ciudad del norte de Europa; y SAN RAFAEL, una ciudad de América Central.

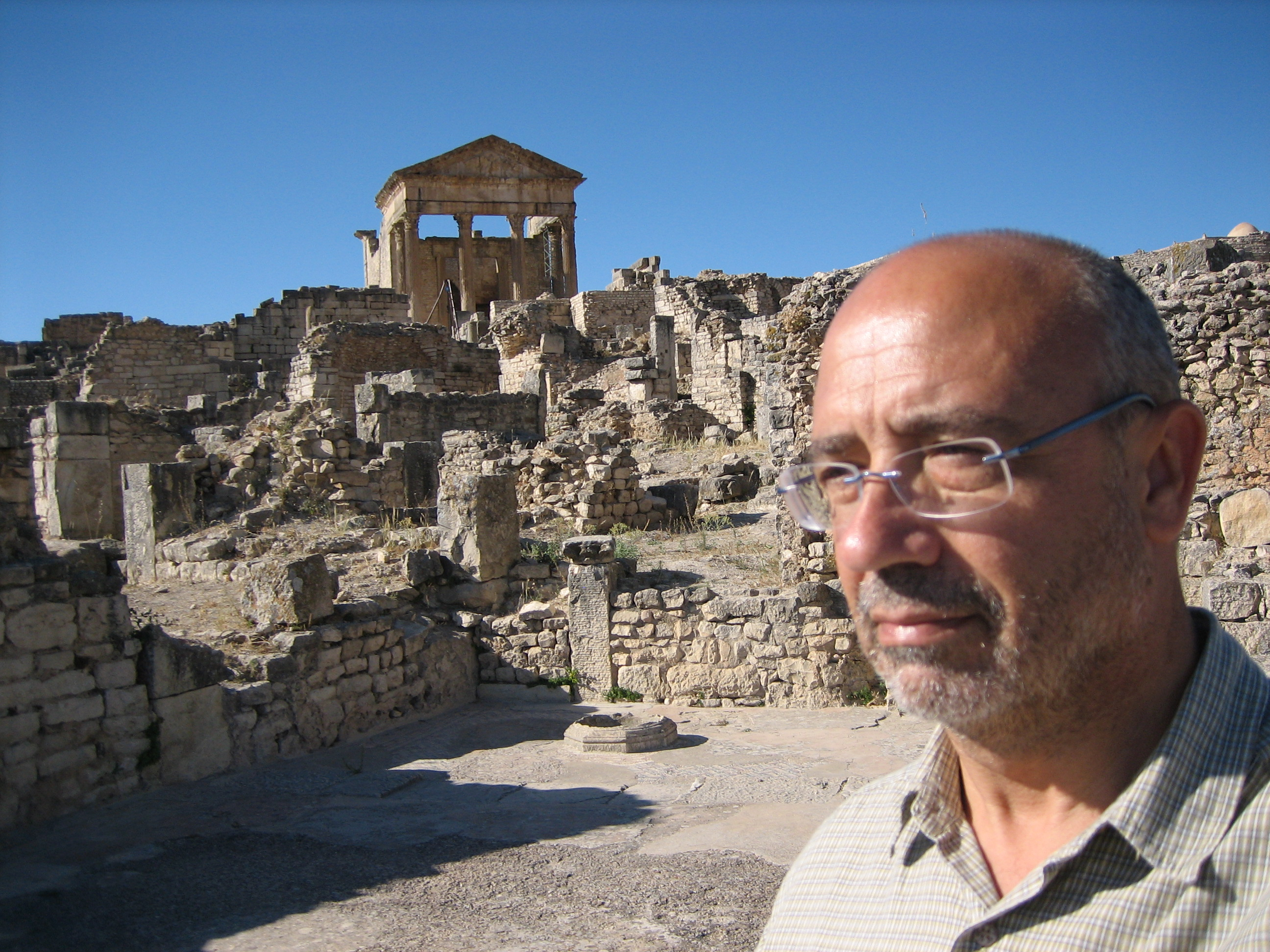
Francesc Xavier Hernández Cardona, especialista en Didáctica de la Historia y del Patrimonio, ha desarrollado modelos de iconografía sobre la evolución histórica de núcleos urbanos.

En el contexto del Tricentenari (1714-2014), y en colaboración con Guillem Hernández Pongiluppi, presentó una ambiciosa propuesta iconográfica alrededor del sitio de Barcelona de 1713-1714 y de la Batalla del Once de Septiembre.
Ha colaborado con diversos dibujantes (John Chien, Francesc Riart, Guillem Hernández, Mar Hernández) en temáticas relacionadas con la poliorcética, tecnología militar, armamento, etcétera. Cabe destacar el impulso de nuevas estrategias iconográficas, digitales y matte painting, con ilustradores como Guillem Hernández Pongiluppi y Mar Hernández Pongiluppi.

## Museografía didáctica
Inicia las actividades en museografía a partir de 1992, en el proyecto de restitución parcial de la Ciudadela Ibérica de Calafell (Tarragona), que se inspira en la experiencia didáctica de Lejre (Dinamarca). La relación con Calafell se cierra con la musealización de 1996. Casi en paralelo coordinó el proyecto ejecutivo histórico y museográfico del Museo de Historia de Cataluña, que se implementa en un tiempo récord de 18 meses y que fue uno de los primeros modelos de Europa en museografía didáctica e interactiva en el campo de la historia. La relación de asesoramiento con el museo acaba en 1997 a causa de la política regresiva, en materia de museografía interactiva, que impone la dirección del Museo. En los siguientes años criticó duramente las políticas de las direcciones del museo, la desvirtuación y degradación del proyecto original y la falta de objetivos de la institución.
Ha sido comisario (junto con Joaquim Torra) de la exposición temporal “Donec Perficiam” instalada en 2013 en el Mercado del Born de Barcelona. Se trata de una de las exposiciones temporales más visitadas de la ciudad. El trabajo explica el sitio de Barcelona y es un clásico en museografía por su concepción moderna, por el éxito de público, por la variedad de opciones museográficas utilizadas, por la rapidez de su diseño y ejecución y por su bajo coste. Fue la exposición de más éxito en el contexto de las celebraciones del Tricentenario de 1714. 
En sus trabajos de museografía ha impulsado los conceptos de museografía didáctica y didáctica del patrimonio, asumiendo que la democratización del acceso al conocimiento exige propuestas museológicas y museográficas con capacidad de incicidr y de ser entendidas por un horizonte destinatario amplio.
En colaboración con el Dr. Joan Santacana i Mestre creó en el año 2000 el grupo de investigación "Didáctica del Patrimonio, Museografía Comprensiva y Nuevas Tecnologías" (DIDPATRI) y, en el marco de la Fundación Bosch i Gimpera y el proyecto Ática de cuasiempresas, el "Taller de Proyectos. Patrimonio y museología". 
Ha coordinado y participado en numerosos proyectos museológicos y museográficos. Entre otros, ha participado en el diseño de proyectos de ideas para centros como el Museo Arqueológico de Cataluña, el conjunto monumental de Empúries y el Museo Marítimo de Barcelona. También ha colaborado en proyectos ejecutivos variados como:
- Murallas de Ceuta
- Murallas de Melilla
- Ruta de Castros y Verracos (Salamanca)
- Centro de Interpretación de Madina Yabisa (Ibiza)
- Murallas de Dalt Vila (Ibiza)
- Centro de Interpretación de la Aviación Republicana y la Guerra Aérea (Santa Margarida i els Monjos, Barcelona)
- Centro de Interpretación de la Batalla de Talamanca (Barcelona)
- Espacio Audiovisual del Castillo de San Fernando (Figueres, Girona)

Colaboró en la fundación del proyecto UB-Projects, de relación universidad-empresa, entre la Universidad de Barcelona y el Grupo Euphon, y con otros convenios de colaboración con diferentes empresas. Fue codirector del máster en Museografía Didáctica (Les Heures-Universidad de Barcelona).
Ha dirigido diversas tesis doctorales sobre aspectos de historia, patrimonio, museografía y didáctica (Dr. Josep Antoni Serra, Dr. Rafael Sospedra, Dr. Andreu Besolí, Dr, Ismael Almazán, Dr. Xavier Rubio, Dr. David Íñiguez y Dra. Pilar Molina).
Es autor de numerosos trabajos y artículos sobre museografía y museología, entre los más singulares Museologia crítica y Museos de historia. Entre la taxidermia y el nomadismo, de los cuales es coautor con Joan Santacana.
Ha participado en la propuesta didáctica y de dinamización cultural de las excavaciones de Althiburos (Túnez).
Es coordinador del grupo de investigación consolidado de la Generalidad de Cataluña "DIDPATRI: Didáctica del Patrimonio" (SGR 2009-245; SGR 2012-945), cuya la línea de investigación se centra en el ámbito de la museografía didáctica.
Últimamente trabaja en proyectos vinculados con líneas de investigación emergentes como museografía e iconografía, recursos iconográficos digitales y la explotación de internet con finalidades museográficas.

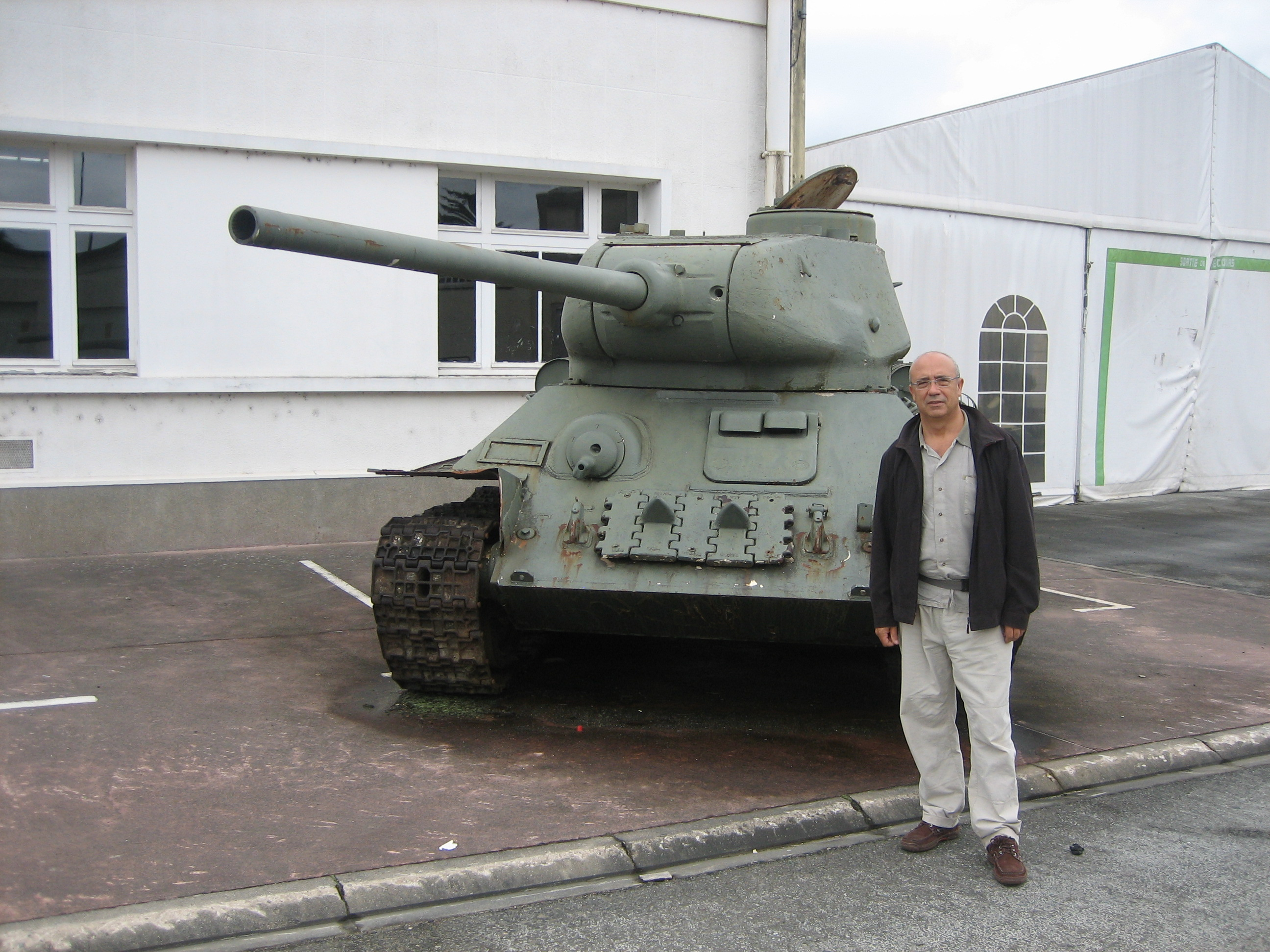
Francesc Xavier Hernández Cardona ha realizado diversos trabajos e investigaciones en el ámbito de la historia militar.

## Historia militar
Especializado en historia militar, desarrolla trabajos e investigaciones diversas en este campo. Una de sus obras más emblemáticas son los 4 volúmenes de la Història Militar de Catalunya y los libros complementarios elaborados conjuntamente con Francesc Riart sobre los uniformes de los ejércitos catalanes durante la Guerra de Sucesión Española, la Coronela y la uniformología en los Països Catalans.
Entre las aportaciones singulares más destacables destaca la interpretación de las batallas de Empúries (195 a. C.) y Muret (1213); así como las hipótesis sobre la geografía ampuritana durante la Antigüedad y la Edad Media, propuestas elaboradas a partir del uso de fuentes primarias, simulación, teoría de juegos, trabajo de campo y fotografía aérea. Impulsa activamente la recuperación de los espacios históricos de la batalla del Ebro, con trabajos de investigación y de divulgación: Ebro 1938 y La Batalla de l'Ebre: Història, paisatge i patrimoni. Ha desarrollado actividades de campo para identificar los espacios del campo de batalla y participado activamente en las campañas cívicas en defensa de la integridad de las Sierras de Pàndols y Cavalls (Tarragona).
En lo relativo a las actividades arqueológicas cabe destacar la participación de DIDPATRI en la excavación del campo de batalla de La Fatarella en colaboración con el CSIC y con la asociación Lo Riu, y también han sido relevantes los trabajos en los campos de aviación republicanos en la zona del Panadés en colaboración con el Institut d'Estudis Penedesencs.
Fue redactor del primer intento de Plan Director de los Espacios Históricos de la Batalla del Ebro impulsado por la Consejería de Política Territorial y Obras Públicas de la Generalidad de Cataluña.
Ha estudiado, y estudia, junto con Francesc Riart y Xavier Rubio, la problemática de creación del  ejército catalán y de la Coronela de 1713-1714. Con Francesc Riart elaboró el primer atlas ilustrado de uniformología del este de España y también ha colaborado en algunos de los trabajos innovadores emprendidos por Xavier Rubio sobre el análisis histórico, la simulación y la supercomputación. Fue fundador y primer codirector de la revista Ebre 38: Revista Internacional de la Guerra Civil Espanyola (1936-1939). Ha intervenido en la musealización de grandes conjuntos poliorcéticos: Dalt Vila (Ibiza), Murallas de Ceuta y Murallas de Melilla. Además ha coordinado o participado en las primeras excavaciones arqueológicas de campos de batalla en Cataluña: Talamanca (2008), Cardedeu (2008), Prats del Rey (2009), Vesper de la Gloriosa (2010), Ordal (2010) y La Fatarella (2011).

## Historia de Barcelona y del Plan Cerdà
El interés por la historia de Barcelona se ha traducido en una obra conjunta: “Passat i present de Barcelona”, elaborada entre 1983 y 1991, con Magda Fernández, Mercè Tatjer, Mercè Vidal y Alicia Suárez. Los tres
volúmenes editados y un cuarto sin editar muestran de manera didáctica la evolución de la ciudad de Barcelona desde los orígenes hasta los Juegos Olímpicos. Posteriormente, redactó como único autor una síntesis de historia de la Ciudad y diversos trabajos sobre la historia del barrio de Sants. De especial interés fue la recuperación y publicación del inventario del Vapor Vell de Sants de 1847, un documento determinante para entender el proceso de industrialización de Barcelona. 
Una de sus aportaciones más interesantes ha sido la teoría cabalística en el diseño del Ensanche de Barcelona. Francesc Xavier Hernández ha defendido la posibilidad de que Ildefonso Cerdá, en el contexto del ascenso de la masonería catalana del siglo XIX, diseñase una nueva ciudad como capital de un nuevo país considerando las aportaciones de la Cábala.

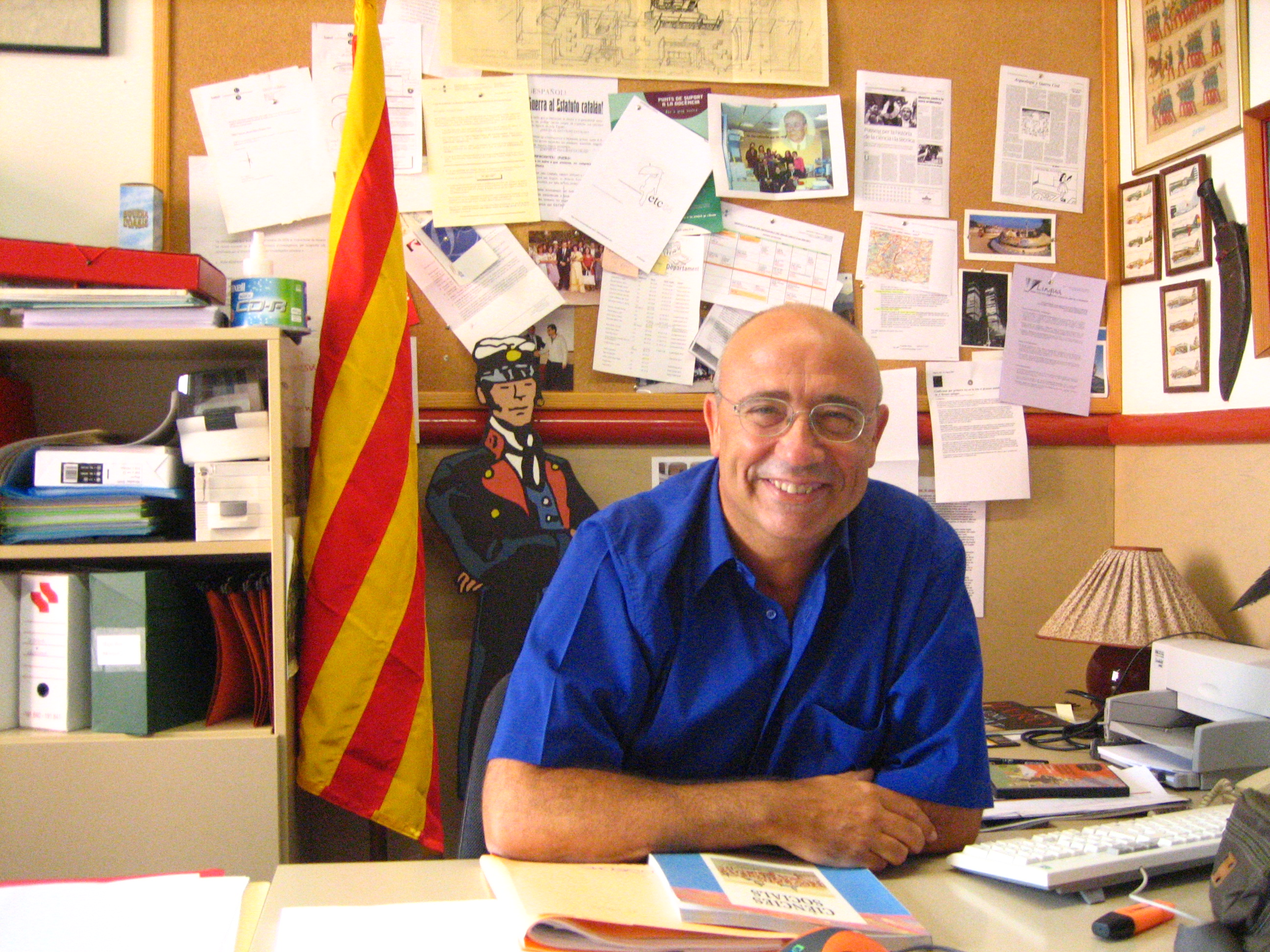
Francesc Xavier Hernández Cardona es catedrático de Didáctica de las Ciencias Sociales en la Universidad de Barcelona.

## Proyección social y política
Ha participado en diversos movimientos cívicos en defensa del patrimonio. Su aportación fue relevante en la campaña en defensa del Vapor Vell de Sants, emblemática por cuanto marcó el inicio de la recuperación del patrimonio industrial en Cataluña. También participó en la defensa de las sierras de Pándols i Cavalls contra la ubicación de parques eólicos. Su activismo fue importante en los procesos de defensa y recuperación de los espacios históricos de la Batalla del Ebro y de otros enclaves relacionados con la guerra civil española. Participó de manera muy activa en la defensa del conjunto patrimonial del mercado del Borne de Barcelona y de sus restos arqueológicos en la calle de Sant Honorat.
Como director general de Investigación de la Generalidad de Cataluña se opuso decididamente a la Ley de Fosas al entender que era un instrumento para impedir la investigación sobre los desaparecidos durante la Guerra Civil en Cataluña. Al mismo tiempo puso los medios económicos, desde la Dirección General de Investigación, para iniciar la excavación de fosas en Cataluña, intento que fue neutralizado desde el Memorial Democrático y el entorno de la vicepresidencia del gobierno catalán. Algunas de las campañas arqueológicas en las cuales se implicó, entre los años 2003 y 2011, que implicaban la recuperación de cuerpos de soldados (Albiñana, Gandesa, Castellbisbal, La Fatarella) fueron impedidas o saboteadas por la Generalidad.
Ha participado en movimientos vecinales y ha ejercido en diferentes ocasiones como delegado sindical. Desde 1970 mantuvo activismo contra el régimen franquista y también participó activamente en la promoción de la democracia militante en diferentes partidos y sindicatos.

## Publicaciones
- Fernández, M.; Hernández, F.X.; Suárez, A.; Tatjer, M.; Vidal, M. (1983). Passat i present de Barcelona. Materials per l’estudi del medi urbà. Barcelona: ICE-Universidad de Barcelona
- Hernández, F.X. (1984). Lluci Emili Patern: legionari i ciutadà romà. Barcelona: Diputación de Barcelona
- Hernández, F.X. (1990). Ensenyar història de Catalunya. Barcelona: Graó
- Casas, J.; Fernández, M.; Hernández, F.X. (1992). El vapor Aymerich, Amat i Jover. Barcelona: Publicacions del Museu Nacional de la Ciència i de la Tècnica de Catalunya/Generalitat de Catalunya
- Hernández, F.X. (1993). Barcelona, història d'una ciutat. Barcelona: Llibres de l'Índex
- Hernández, F.X. (2001-2004). Història militar de Catalunya: aproximació didàctica. 4 vols. Barcelona: Rafael Dalmau
- Hernández, F.X. (2006). Història de Catalunya. Barcelona: Rafael Dalmau
- Hernández, FX.; Comes, P. (1990): Barmi. A mediterranean city through the ages. Boston: Houghton Mifflin Company
- Hernández, F.X.; Comes, P. (1990): Geschiedenis van een stad bij de middellandse Zee. Tarma. Bloemendaal. Països Baixos: J.H. Gottmer-Haarlem
- Hernández, F.X.; Ballonga, J. (1991). A city of northern Europe through the ages. Lebek Boton: Houghton Mifflin Company
- Hernández, F.X.; Ballonga, J. (1991): En havneby i nordeuropa. Hambeck. Fra stenalderboplads til storby. Kobenhavn. Dinamarca: Host&Son
- Hernández, F.X.; Ballonga, J. (1992): Una citta del Centro America. San Rafael. Milano: Jaca Book
- Hernández, F.X. (Coord.) (1996): Catalunya. Història i memoria. Barcelona: Generalitat de Catalunya/Museu d'Història de Catalunya/Enciclopèdia Catalana/Proa
- Hernández, F.X. (2005). Renaissance fortifications in the Mediterranean: Eivissa. Eivissa: Ajuntament d'Eivissa
- Hernández, F.X. (Coord.); Besolí, A.; Gesalí, D.; Íñiguez, D.; Luque, J.C. (2005): Ebro 1938. Barcelona: Inèdita Editores
- Santacana, J.; Hernández, F.X. (2006). Museología crítica. Gijón: Ediciones Trea
- Hernández, F.X.; Riart, F. (2007). Els exèrcits de Catalunya, 1713-1714. Barcelona: Rafael Dalmau
- Hernández, F.X.; Íñiguez, D. (2008). La columna Macià-Companys. Barcelona: Institut d'Estudis Socioeconòmics/Fundació Josep Irla
- Hernández, F.X.; Rubio, X. (2009). Talamanca, 1714. Arqueologia d'una batalla. Calafell: Llibres de Matrícula
- Santacana, J.; Hernández, F. X.; Coma, L.; Martín, C. (2009). Obra oberta. Construint Barcelona. Barcelona: Angle Editorial
- Hernández, F.X. (2010). The history of Catalonia. Catalonia, history and memory. Barcelona: Museu d'Història de Catalunya
- Hernández, F.X.; Rubio, X. (2010). Breve historia de la guerra antigua y medieval. Madrid: Ediciones Nowtilus
- Arnabat, R.; Hernández, F.X. (2011). Estratègies de recerca i transferències del coneixement històric-arqueològic. El cas de l'aviació republicana, 1938-1939. Calafell: Llibres de Matrícula
- Feliu, M.; Hernández, F.X. (2011). 12 ideas clave. Enseñar y aprender historia. Barcelona: Editorial Graó
- Santacana, J.; Hernández, F. X. (2011). Museos de historia. Entre la taxidermia y el nomadismo. Gijón: Ediciones Trea
- Pongiluppi, G.H.; Hernández, F.X. (2012). 1714, El setge de Barcelona. Barcelona: Angle Editorial
- Hernández, F.X.; Rojo, M.C. (2012). Museografía didáctica e interpretación de espacios arqueológicos. Gijón: Ediciones Trea
- Feliu, M.; Hernández, F.X (2013). Didáctica de la Guerra Civil española. Barcelona: Editorial Graó
- Hernández, F.X.; Riart, F. (2014). Barcelona 1714. Jacques Rigaud crònica de tinta i pólvora. Barcelona: Librooks
- Riart, F.; Hernández, F.X. (2014). Soldats, guerrers i combatents dels Països Catalans. Barcelona: Rafael Dalmau Editor
- Casals, J.R.; Hernández, F.X.; Pongiluppi, G. (2014). Born 1714. Memòria de Barcelona. Barcelona: Angle Editorial
- Hernández, F.X.; Feliu, M. (Coords.) (2014). 1714 a l'aula. 100 propostes didàctiques (primària i secundària). Barcelona: Graó Editorial